# Anthony Madison
Anthony David Madison (født 8. oktober 1981) er en tidligere amerikansk fodbold-spiller fra USA, der spillede i NFL-ligaen for en lang række hold. Han spillede positionen cornerback.

## Klubber
- Pittsburgh Steelers (2006)
- Tampa Bay Buccaneers (2006)
- Pittsburgh Steelers (2007–2008)
- Cleveland Browns (2009)
- Indianapolis Colts (2009)
- Pittsburgh Steelers (2009–2010)
- Detroit Lions (2011)
- Pittsburgh Steelers (2011–2012)